# Impiegato
Per impiegato si intende  un lavoratore subordinato che svolge la sua attività professionale alle dipendenze di un datore di lavoro (pubblico o privato), svolgendo attività  prevalentemente di lavoro intellettuale, con esclusione di prestazioni di mera manodopera, all'interno di un ufficio.

## Storia
I marxisti tendono a inquadrare gli impiegati come appartenenti a uno strato intermedio fra gli operai e la borghesia, oltre a definirli come i collaboratori degli imprenditori, o ancora meglio come la "classe di servizio" secondo la concezione di Karl Renner.

## Nel mondo

### Italia
La definizione di impiegato nel sistema normativo italiano si ricava dall'art. 1 del R.D.L. 13 novembre 1924 n. 1825 - convertito in legge 18 marzo 1926, n. 562 - che definisce il contratto di impiego privato:
Nel diritto del lavoro italiano, gli impiegati costituiscono, accanto a dirigenti, quadri e operai, una delle quattro categorie di lavoratori subordinati previste dalla legge. In rapporto alla natura o alla qualità della prestazione, si distinguono impiegati di concetto e impiegati d'ordine. In particolare:
- impiegati di concetto con funzioni direttive, preposti a un servizio o un reparto dell'azienda con autonomia d'iniziativa nei limiti delle direttive generali impartite dall'imprenditore o dal dirigente con cui collaborano;
- impiegati di concetto che svolgono un'attività intellettuale nell'esercizio delle funzioni cui sono preposti, secondo un indirizzo di personale responsabilità per quanto concerne la decisione e l'iniziativa, anche se contenuta entro i limiti predeterminati dalle direttive dei superiori;
- impiegati d'ordine, che svolgono un lavoro intellettuale, ma come mera attuazione delle direttive dei superiori, senza alcun potere di iniziativa.

Secondo una classificazione giuridica, gli impiegati sono una qualifica o una categoria professionale che a causa di un particolare tipo di contratto, ricevono un trattamento diverso da altre categorie di lavoratori.
In funzione al contenuto concreto della prestazione professionale si usa inoltre distinguere tra impiegati amministrativi, che hanno mansioni di collaborazione intellettuale senza incarichi di natura tecnica, e impiegati tecnici, che hanno mansioni di collaborazione intellettuale con preminenza di prestazione tecnica. 

Tuttavia il loro ambito aziendale è tipicamente quello amministrativo, che prevede sia il controllo della movimentazione e l'utilizzo delle risorse produttive, sia la sua memorizzazione secondo le forme e i criteri regolamentari. Per svolgere queste mansioni gli impiegati occupano, tra gli altri, gli uffici di contabilità, di bilancio, di organizzazione, di acquisti e vendite.
Delineare in modo preciso la posizione degli impiegati nel mondo del lavoro, oltreché le loro caratteristiche sociologiche sembrerebbe un'impresa piuttosto complicata, dato che risulta non soddisfacente sia la definizione di esecutore di lavori intellettuali, sia quella di lavoratori con incarichi direttivi.